# Algérie aux Jeux mondiaux de 2017
Cet article contient des informations sur la participation et les résultats de l' Algérie aux Jeux mondiaux de 2017 à Wrocław en Pologne.

## Médailles

### Or
| Sport             | Discipline             | Sportifs     |
| Médaille d'or : 1 |                        |              |
| Karaté            | Femmes - Kumite -68 kg | Lamya Matoub |

### Argent
| Sport                 | Discipline | Sportifs |
| Médaille d'argent : 0 |            |          |

### Bronze
| Sport                  | Discipline | Sportifs |
| Médaille de bronze : 0 |            |          |